# Moja dziewczyna 2
Moja dziewczyna 2 (ang. My Girl 2) – amerykański komediodramat z 1994 roku w reżyserii Howarda Zieffa. Film jest kontynuacją pierwszej części wydanej w 1991 roku.

## Obsada
- Dan Aykroyd jako Harry Sultenfuss
- Jamie Lee Curtis jako Shelly Sultenfuss
- Anna Chlumsky jako Vada Sultenfuss
- Austin O’Brien jako Nick Zsigmond
- Richard Masur jako Phil Sultenfuss
- Christine Ebersole jako Rose Zsigmond
- John David Souther jako Jeffrey Pommeroy
- Angeline Ball jako Maggie Muldovan
- Aubrey Morris jako Alfred Beidermeyer
- Gerrit Graham jako dr Sam Helburn
- Anthony R. Jones jako Arthur
- Ben Stein jako Stanley Rosenfeld
- Keone Young jako Daryl Tanaka
- Richard Beymer jako Peter Webb
- Jodie Markell jako Hillary Mitchell

## Fabuła
Rok 1974. Nastoletnia Vada Sultenfuss mieszka razem z ojcem Harrym i jego niedawno poślubioną żoną Shelly w Madison w Pensylwanii. Ponieważ para spodziewa się dziecka, jej babcia nie żyje, a wujek Phil wyjechał do Los Angeles, dziewczyna zaczyna tęsknić za swoją prawdziwą matką, która zmarła przy jej narodzinach. Niedługo potem otrzymuje w szkole zadanie napisania, w ciągu nadchodzących wakacji, wypracowania o osobie którą podziwia, lecz której nigdy nie poznała. Postanawia napisać o swojej mamie, ale uświadamia sobie jak niewiele o niej wie. Żeby to zmienić, za zgodą ojca udaje się do wujka Phila do Los Angeles, by odnaleźć miejsca, w których bywała i dowiedzieć się o niej czegoś więcej.
Po przylocie poznaje nastoletniego Nicka, który jest synem narzeczonej wujka Phila. Ponieważ mężczyzna nie mógł jej osobiście odebrać z lotniska, poprosił Nicka, by zrobił to za niego i przy okazji pokazał jej miasto. Początkowo szorstkie relacje między nastolatkami stopniowo zmieniają się w przyjaźń. Z pomocą Nicka, Vada odkrywa coraz więcej szczegółów z życia matki oraz spotyka jej pierwszego męża Jeffreya, który dostarcza jej wielu cennych informacji.    
Tymczasem wujek Phil stara się udowodnić miłość swojej narzeczonej Rose. W końcu zdobywa się na odwagę i wyznaje ile dla niego znaczy.

## Niedoszła kontynuacja
Przez kilka lat rozważano zrealizowanie trzeciej części filmu, który miał nosić tytuł Still My Girl. W 2003 roku Dan Aykroyd ujawnił w jednym z wywiadów, że wytwórnia Columbia Pictures, była poważnie zainteresowana tym projektem oraz powrotem Anny Chlumsky do roli Vady. Jeszcze w 2009 roku zarówno Aykroyd jak i Chlumsky byli powiązani z produkcją, jednak wraz z upływem czasu jej realizacja stawała się coraz mniej prawdopodobna. W końcu w 2012 roku Chlumsky ostatecznie zaprzeczyła wszelkim pogłoskom o przygotowaniach do filmu.

## Ciekawostki
- Kiedy Vada i Judy oglądają perfumy, Vada bierze Passion Fruit, odwraca butelkę i czyta opis. Jednak w kolejnym ujęciu widać, że na odwrocie perfum nie ma żadnej etykiety[3].

- W samochodowym radiu gra piosenka Swingtown nagrana przez Steve Miller Band w 1977 roku, choć akcja filmu rozgrywa się w 1974 roku[3].